# Tomasz Jan Siwak
Tomasz Jan Siwak (ur. 12 lipca 1973 w Radomiu) – polski menedżer, prawnik i ekonomista.

## Biografia
Ukończył studia na Wydziale Prawa i Administracji Uniwersytetu Kardynała Stefana Wyszyńskiego w Warszawie oraz Wydziale Ekonomicznym Politechniki Radomskiej. Posiada licencję zawodową zarządcy nieruchomości.
W latach 2005–2007 pełnił funkcję szefa nieruchomości biurowych i mieszkalnych Kancelarii Prezesa Rady Ministrów. Następnie był dyrektorem warszawskiego Oddziału Terenowego Agencji Mienia Wojskowego (2007–2009). Dyrektor Departamentu Logistyki i Administracji Banku Gospodarstwa Krajowego w latach 2009–2010. W latach 2010–2015 prezes zarządu Portu Lotniczego Radom S.A. Opracował koncepcje dostosowania lotniska wojskowego do potrzeb cywilnych. W latach 2015–2017 wiceprezes BGK Nieruchomości. Odpowiedzialny za stworzenie pierwszego w Polsce Funduszu Mieszkań na Wynajem Banku Gospodarstwa Krajowego. Współautor rządowego programu Mieszkanie Plus. Prezes zarządu PGE Energia Odnawialna S.A. (2017–2018). W latach 2018–2020 wiceprezes Enea Wytwarzanie ds. Strategii Rozwoju i jednocześnie pełniący obowiązki wiceprezesa ds. Finansowych. Odpowiedzialny za funkcjonowanie, rozwój oraz strategię Grupy ENEA w zakresie OZE. Autor koncepcji zamiany w przyszłości w Grupie Enea wyeksploatowanych węglowych bloków energetycznych na niskoemisyjne źródła gazowe. Członek Rady Programowej OZE Power. Wiceprezes w Instytucie Gospodarki Narodowej (2020 r.). W lipcu 2020 r. powołany na stanowisko prezesa Enea Nowa Energia i równolegle od sierpnia 2020 r. wiceprezes Enea S. A. ds. Handlowych. W lutym 2021 r. powołany na członka Rady Programowej Polskiego Radia S.A. na 4-letnią kadencję. Z dniem 1 maja 2021 r. złożył rezygnację ze stanowiska prezesa Enea Nowa Energia. 14 czerwca 2022 r. został powołany na nową kadencję wiceprezesa Enea S.A. ds. Handlowych. 19 grudnia 2022 r. Rada Nadzorcza Enei odwołała go z funkcji wiceprezesa.
Jest również członkiem Polskiej Federacji Stowarzyszeń Zarządców Nieruchomości.

## Muzyka
Tomasz Siwak jest również muzykiem, autorem tekstów i kompozycji. W 1990 r. założył rockowy zespół Omen, w którym jest liderem i wokalistą.
Zespół ma na swoim koncie płyty:
- Ukryty (1995, CD)[14]
- Wszystko czego Ci brak (1995, mini LP)[15]
- Co mnie tutaj trzyma (2017, CD)[16]
- O3 (2021, CD)[17]

W 1996 nagrali muzykę do filmu „Miasto z Wyrokiem” w reż. Wojciecha Maciejewskiego. Piosenkę „76” z tego filmu wydano również na CD (2014 r.). W 2017 r. Omen był uczestnikiem LIV Krajowego Festiwalu Piosenki Polskiej w Opolu w konkursie Premiery, do którego zakwalifikował się z piosenką Wiem tylko ty pochodzącą z płyty Co mnie tutaj trzyma. 15 lipca 2021 r. miała miejsce premiera singla CD Powędruj – pieśń dla pielgrzymów.

## Życie prywatne
Jest pasjonatem motocykli, motorowodniactwa i żeglarstwa. W przeszłości uprawiał wspinaczkę górską.